# Star Wars: Republic Commando
Star Wars: Republic Commando — відеогра, шутер від першої особи за мотивами «Зоряних воєн» Джорджа Лукаса, виданий 1 березня 2005 компанією LucasArts для Microsoft Windows і Xbox.
Сюжет описує дії групи бійців-клонів під назвою «Дельта» і охоплює кілька років Війни клонів.

## Ігровий процес

Загін «Дельта» бореться з дроїдами

### Однокористувацька гра
Гравець виступає в ролі командира загону клонів «Дельта» з позивним Бос. Впродовж гри клони виконують бойові завдання, знищуючи численних ворогів. Гравець бачить світ з шолома бійця, де на скло виводиться інформація про стан бійців, їхні поточні дії та цілі. В темряві шолом можна перевести на монохромне нічне бачення. Боєзапас відображається на взятій до рук зброї. Клони крім запасу здоров'я володіють силовим щитом, який відновлюється, коли не зазнає атак.
Командир може віддавати накази іншим бійцям, крім того, що б'ється сам. Накази залежать від довкілля: зайняти укриття, сконцентрувати вогонь, лікуватися, встановити бомбу чи зламати консоль. Особливістю гри є «оживлення» солдатів одних одними (виведення з контузії). Поки принаймні один боєць дієздатний, він може отямити інших. Це відкриває і можливість пожертвувати собою, але в результаті виконати завдання. Коли Бос пав у бою, гравцеві надається змога викликати іншого бійця для його оживлення. Крім Боса в команді є бійці Скорч, Сев і Фіксер, кожен зі своєю спеціалізацією, хоч здатні виконувати різноманітні завдання.
Роль звичних для шутерів аптечок відіграють станції з лікувальною речовиною — бактою. Боєприпаси розкидані у різних місцях і підбираються автоматично, щойно персонаж стане біля них.
Основна зброя клонів — це «модульна бойова система». Доповнюючись різними деталями, вона утворює зброю різного призначення: бластер, снайперський бластер або протитанкову рушницю. Крім неї в арсеналі є пістолет, що сам по собі слабка зброя, але має нескінченний боєзапас. Періодично з убитих ворогів падає додаткове озброєння, яке можна підібрати. В скафандрі бійців знаходиться лезо для ближнього бою, а також є змога бити ворогів ручкою чи прикладом зброї. На додачу можна використовувати чотири види гранат, ефективних проти різних ворогів. Максимум можна нести до 5-и гранат. Іноді трапляються стаціонарні турелі і гармати, з яких Бос може вести вогонь, або наказати зробити це комусь із команди.

### Багатокористувацька гра
Участь у багатокористувацькій грі беруть до 16 гравців, змагаючись у режимах:
- Бій насмерть (англ. Deathmatch) — мета кожного учасника полягає в тому, щоб убити якомога більше супротивників до вичерпання часу.
- Командний бій насмерть (англ. Team Deathmatch) — учасники поділяються на дві команди, що змагаються в знищенні бійців одна одної до вичерпання часу.
- Захоплення прапора (англ. Capture the Flag) — учасники поділяються на дві команди, мета кожної — захопити об'єкт («прапор») і доставити його на свою базу. Коли він перебуває на базі, то поступово дає команді переможні очки. Будь-хто може «підібрати» «прапор», просто торкнувшись його. Якщо «прапор» лишається нічийним певний час, то автоматично повертається на базу попередніх власників. Перемагає та команда, що набере найбільше очок до вичерпання часу.
- Штурм (англ. Assault) — щораунду команди міняються в ролі захисників і нападників. Мета нападників — принести «прапор» зі своєї бази на ворожу, захисників — завадити цьому до вичерпання часу. Якщо нападники впускають «прапор», то невдовзі він повертається на їхню базу[4].

## Сюжет

### Пролог
Гра починається на базі на планеті Каміно, де Бос з'являється на світ і, пройшовши курс навчання, разом з трьома бойовими братами вступає в першу справжню битву. Нею стає битва за планету Джеонозис (фінал фільму «Зоряні війни: Атака клонів») під час вторгнення туди Республіки для знищення сепаратистів. Під час транспортування та висадки на планету загін розділяється, а Боса інструктує координатор «Дельти».

### Джеонозис
Першим завданням загону «Дельта» є знищення одного з керівників сепаратистів — лейтенанта Сан Фека. Розділена спочатку команда б'ється з дроїдами і джеонозіанцями на зруйнованій арені, згодом об'єднується і збиває корабель лейтенанта.
Командування посилає загін на завод з виробництва дроїдів у глибинах Джеонозису, щоб ослабити сепаратистів. Бійцям вдається знищити комп'ютер заводу, чим припинити його діяльність. Далі їм слід пробратися на борт контрольного корабля дроїдів, розміщеного на поверхні планети, щоб захопити коди відступу сил противника. Загін, пройшовши по поверхні і знищивши на шляху установку протиповітряної оборони, розділяється для здійснення диверсій в різних частинах корабля. Босові вдається запустити комп'ютерний вірус до систем захисту, що спричиняє поломку дроїдів, готових до відправки на поле бою. Комп'ютер корабля оголошує евакуацію та запускає самознищення. Врешті «Дельта» збирається в точці зустрічі, але їхня присутність викривається джеонозіанцями. Команда з боями проривається на місток, де в останні хвилини таки добуває шукані коди. Корабель вибухає, а загін «Дельта» забирає ганшип сил Республіки.

### Ударний крейсер Республіки
Дія переноситься на рік вперед, у другий рік війни клонів. «Дельта» отримує завдання розвідати ситуацію на крейсері класу «Акламатор» під назвою «Просекутор» (англ. Prosecutor, — «Прокурор», «Обвинувачувач»), що загадковим чином зник і тепер з'явився в просторі Республіки. Бос знаходить дроїдів-«сміттярів», що створюють перешкоди в зв'язку. Цим користуються невідомі, щоб схопити всіх, крім Боса та Фіксера. Зрозумівши, що судно захопили трандошанці, які проте не могли б цього зробити самі, Бос возз'єднується з Фіксером, а потім разом з ним визволяє Сева та Скорча. Возз'єднавшись, група встановлює зв'язок з командуванням і береться за боротьбу з трандошанцями. З'ясовується, що трандошанцям допомагали сепаратисти, які присилають свій корабель на відвоювання крейсера.
Поки координатор загону шукає допомоги в найближчих кораблів Республіки, «Дельта» не дають захопити крейсер. На допомогу вирушає капітан Талбот, а клони пробираються в ангари, де Бос знаходить крокуючу машину AT-TE (англ. All-Terrain Tactical Enforcer — Всюдихідний тактичний силовик). Керуючи нею, Бос добиває сили сепаратистів у ангарі, але у відповідь сепаратисти починають обстріл крейсера, і загін, намагаючись виграти час, активує всі автоматичні лазерні гармати «Просекутора». Згодом прибуває підмога — крейсер капітана Талбота «Арестор» (англ. Arrestor, — «Арештувальник»), завдяки якому вдається знищити сепаратистське судно.

### Кашиїк
На третій рік Війни Клонів загін «Дельта» відправляють на планету Кашиїк, де лідера раси вукі Тарфулла захопили в полон трандошанці. Проникнувши в табір трандошанців, клони визволяють Тарфулла та дізнаються, що на цій планеті розташована база сепаратистів, на якій знаходиться Генерал Грівус. Хоч трандошанських загарбників вдається подолати, Грівус тікає.
Згодом сепаратисти починають вторгнення на планету, і «Дельту» відправляють у місто Качіро на допомогу вукі. «Дельта» підриває шлях до міста, але залишається на ворожій території. Знешкодивши заміновані боєприпаси вукі, загін пробирається у верхню частину міста на деревах. Там клони займають ракетні установки і відкривають вогонь по крейсеру противника, остаточно знищуючи його.

### Епілог
Загін об'єднується, крім Сева, який повідомляє про зіткнення з великими силами ворога на своєму боці. Зв'язок з ним обривається, але координатор наказує покинути планету. Евакуювавшись, клони дізнаються, що їхня місія була розвідувальною, а Республіка скоро почне повномасштабне вторгнення на Кашиїк. Керувати обороною прибуває сам магістр Йода, а «Дельта» готуються до нового завдання.

## Супутня продукція
«Republic Commando: Hard Contact» — роман, написаний Карен Тревісс і виданий 26 жовтня 2004 року. Описує пригоди клона-командира Дармана та бійців його загону «Омега»: Найнера, Фая і Атіна. Сюжет подібний до історії гри Star Wars: Republic Commando, але не повторює її сюжет та розповідає про інших персонажів. Роман започаткував самостійну літературну серію «Republic Commando».

## Оцінки й відгуки
| Агрегатор  | Оцінка                    |
| ---------- | ------------------------- |
| Metacritic | (PC) 78/100 (Xbox) 78/100 |

| Видання                      | Оцінка        |
| ---------------------------- | ------------- |
| Edge                         | 5/10          |
| Electronic Gaming Monthly    | 7.33/10       |
| Eurogamer                    | 8/10          |
| Famitsu                      | 31/40         |
| Game Informer                | 8.25/10       |
| GamePro                      | (PC) · (Xbox) |
| GameRevolution               | B             |
| GameSpot                     | 8.7/10        |
| GameSpy                      | [ 17 ] [ 18 ] |
| GameZone                     | 8.8/10        |
| IGN                          | 8.2/10        |
| Official Xbox Magazine (США) | 8.2/10        |
| PC Gamer (США)               | 62 %          |

Гра зібрала середню оцінку на агрегаторі Metacritic 78 балів зі 100 як для Windows, так і для Xbox.
Згідно з GameSpot, Star Wars: Republic Commando має кампанію, що тримає в напрузі від першої до останньої місії, інтуїтивне та захопливе керування загоном, відмінні візуальні та звукові ефекти, а також хороший штучний інтелект учасників загону. З негативних рис відмічалися коротка кампанія та мультиплеєр, охарактеризований як «невинахідливий».
За вердиктом IGN, гра має вражаючі текстури й анімацію, якісне озвучення та музику. Водночас зауважувалося, що сюжетна кампанія проходиться за близько 10 годин, що зовсім небагато, а мультиплеєр хоча й веселий, не пропонує нічого з того, що не дав би мультиплеєр інших шутерів. Керування загоном оцінювалося як цікаве, але необов'язкове.
У GameSpy відзначили, що гра чудово використовує ліцензію на «Зоряні війни» та відмінно реалізує механіку керування загоном. Зокрема, схвалення здобула можливість повернення бійців у стрій одне одними. Загалом гру було оцінено як добре злагоджену та проопрацьовану до деталей. Разом з тим вказувалося й на те, що майже всю гру можна пройти з початковою зброєю, а учасники загону не користуються іншою, якщо окремо не вказувати їм це зробити. Як і інші рецензенти, GameSpy охарактеризували мультиплеєр Star Wars: Republic Commando як неоригінальний.

## Продовження
Планувалося продовження гри під назвою Star Wars: Imperial Commando, проте розробка не просунулася далі концепт-артів, коли проєкт було скасовано. Відповідні події, котрі міг описувати сюжет гри, було зображено в книзі «Star Wars Imperial Commando: 501st» (2009).
Загін «Дельта» отримав камео в анімаційному серіалі «Зоряні війни: Війни клонів», де він у повному складі супроводжує тіло загиблого джедая.